# Urias Crescente
Urias Crescente (Morrinhos, 9 de janeiro de 1926 – Goiânia, 8 de setembro de 2024) foi um árbitro de futebol brasileiro.
Foi o primeiro árbitro goiano a apitar um jogo no Estádio Serra Dourada e membro da Comissão de Arbitragem da 
CBF.
Foi o árbitro que mais tempo atuou no futebol brasileiro, tendo encerrado sua carreira aos 67 anos de idade.

## Morte
Urias morreu no dia 8 de setembro de 2204, aos 98 anos.